# TIMED
TIMED (Thermosphere, Ionosphere, Mesosphere Energetics and Dynamics) est une mission spatiale de la NASA d'une durée initiale de deux ans destinée à étudier la dynamique de la mésosphère et de la partie basse de la thermosphère, sous la supervision du centre de vol spatial Goddard. Elle est la première mission de la NASA dans le cadre du programme Solar Terrestrial Probes (STP). Le satellite est lancé le 7 décembre 2001 depuis la base de lancement de Vandenberg en Californie par un lanceur Delta II. Le projet est géré par la NASA tandis que le satellite est développé par le Laboratoire de physique appliquée de l'université Johns-Hopkins. Le satellite est toujours en opération et son utilisation est prolongée jusqu'à 2019 ce qui permet de recueillir des données sur l'ensemble d'un cycle solaire.

## Objectifs de la mission
TIMED étudie la partie de l'atmosphère située entre 60  et   180 km d'altitude qui est la première couche atmosphérique qui est touchée par l'énergie solaire depuis une orbite circulaire à 625 kilomètres d'altitude. Le rayonnement solaire a une influence importante sur cette partie de l'atmosphère en particulier lorsque le pic du cycle solaire de 11 ans est atteint. La compréhension de ces interactions a une incidence sur de nombreux sujets tels que la géophysique, la météorologie car les radiations solaires sont une des principales forces régissant les marées atmosphériques. Les modifications des caractéristiques des couches haute et moyenne de l'atmosphère affectent les satellites et les télécommunications radio.

## Caractéristiques du satellite
Le satellite qui pèse 660 kg se présente sous la forme d'un parallélépipède une hauteur de 2,72 mètres pour 1,61 mètre de large et 1,2 mètre de profondeur. Une fois ses panneaux solaires déployés il a une envergure de 11,73 mètres. Le coût de construction s'élève à 193 millions de dollars américains et le coût de fonctionnement à 42 millions de dollars.

### Instruments embarqués
TIMED embarque quatre instruments principaux :
- Global Ultraviolet Imager (GUVI) : un spectrographe effectuant des mesures sur plusieurs canaux dans l'ultraviolet lointain permettant de mesurer la composition et la température des couches de l'atmosphère ainsi que l'énergie reçue durant les aurores polaires.

- Solar Extreme Ultraviolet Experiment (SEE) : un spectromètre ainsi qu'une série de luxmètres destinés à mesurer les rayons X, ultraviolet profond et extrême reçus par l'atmosphère haute et moyenne.
- Sounding of the Atmosphere using Broadband Emission Radiometry (SABER) : un radiomètre multicanal destiné à mesurer la quantité de chaleur émise par l'atmosphère ainsi que les profils de température et les sources de refroidissement de l'atmosphère.

- TIMED Doppler Interferometer (TIDI) : un interféromètre destiné à mesurer le vent et la température de l'atmosphère haute et moyenne.

### Source
- (en) Cet article est partiellement ou en totalité issu de l’article de Wikipédia en anglais intitulé « TIMED » (voir la liste des auteurs).